# پرو-مارک
پرو-مارک (به انگلیسی: Pro-Mark) یک شرکت سازنده چوبک طبل آمریکایی پایه‌گذاری شده در هیوستون تگزاس می‌باشد که توسط درامر حرفه‌ای و صاحب فروشگاه درام، هرب بروکستاین تأسیس شد. این شرکت توسط شرکت لوازم جانبی موسیقی "دی آداریو" در سال ۲۰۱۱ خریداری شد. پرو-مارک یک شرکت به هم پیوسته گسترده شناخته شده است که در زمینه درام (ساز)، لشکر طبل و شیپور و کنسرت موسیقی فعالیت می‌کند.

## تاریخچه
پرو-مارک در سال ۱۹۵۷ توسط استاد سازهای کوبه‌ای و صاحب مغازه، هرب بروکستاین در هیوستون تگزاس تأسیس شد. این اولین شرکتی بود که نسخه «بلوط سفید شیرا کاشی ژاپنی» چوبک طبل را به بازار آمریکا معرفی کرد و همچنین تنها شرکتی بود که با موفقیت توانست چوبک‌های طبل از جنس بلوط به بازار آمریکا عرضه کند. چوب ارائه شده برای پرو-مارک، توسط تاجر ژاپنی تاتسو کوزاکا عرضه می‌شود. در سال‌های اخیر پرو-مارک استفاده خود را به چوب غیر خطرناک و به اصطلاح «سبز» منتقل کرده است که این کار در پایان فرایند ساخت چوبک طبل انجام می‌شود، و همچنین انجام دادن این کار در فرایند ساخت، باعث امنیت برای استفاده‌کنندگان و محیط زیست می‌شود.
در سال ۱۹۸۵ شرکت پرو-مارک یک مدل چوبک طبل به نام ریوت را برای استفاده در درام، ثبت اختراع کرد که این محصول اولین بار توسط گروه هات رود (Hot Rod) معرفی شد. چند مدل مشابه دیگر هم، توسط این شرکت و شرکت‌های دیگر ساخته شد.

## محصولات قابل توجه
پرو-مارک محصولات امضا شده زیادی از نوازندگان قابل توجه عرضه می‌کند. مانند مدل سیستم بلوز (System Blues) برای لشکر طبل و شیپور «شیاطین آبی»، تاد ساشرمن (استیکس) و رینگو استار (بیتلز). دیگر محصولات امضا شده عبارتند از: اسکات جانسون، بنی گرب، کریس ادلر، مارکو مینمن، دنیس دلوسیا، جیسون بونهام، دومینیک هاوارد، جوی جوردیسون، بیل بروفورد، جیسون بیتنر، چارلی آدامز، نیل پرت.